# مايك مولر (لاعب هوكي الجليد)
مايك مولر هو لاعب هوكي الجليد كندي، ولد في 16 يونيو 1962 في كالغاري في كندا.

## وصلات خارجية
- مايك مولر على موقع دوري الهوكي الوطني (الإنجليزية)
- مايك مولر على موقع قاعة مشاهير الهوكي (لاعب أن.إتش.أل) (الإنجليزية)
- مايك مولر على موقع EliteProspects.com (الإنجليزية)
- مايك مولر على موقع HockeyDB.com (الإنجليزية)
- مايك مولر على موقع Hockey-Reference.com (الإنجليزية)